# Декларація про відповідність
Декларація про відповідність — документально оформлена в установленому порядку заява виробника, де дається гарантія відповідності продукції вимогам, встановленим законодавством.

## Декларування відповідності в Україні
Виробник в законодавчо нерегульованій сфері може складати декларацію про відповідність за власною ініціативою або на підставі договору із споживачем, при цьому він несе відповідальність за включення недостовірних відомостей у декларацію згідно із законами України.